# Паркерс-Айрон-Спрингс (Арканзас)
Паркерс-Айрон-Спрингс (англ. Parkers-Iron Springs, Arkansas) — статистически обособленная местность, расположенная в округе Пьюласки (штат Арканзас, США) с населением в 3499 человек по статистическим данным переписи 2000 года.

## География
По данным Бюро переписи населения США статистически обособленная местность Паркерс-Айрон-Спрингс имеет общую площадь в 24,09 квадратных километров, водных ресурсов в черте населённого пункта не имеется.

## Демография
По данным переписи населения 2000 года в Паркерс-Айрон-Спрингс проживало 3499 человек, 1059 семей, насчитывалось 1434 домашних хозяйств и 1564 жилых дома. Средняя плотность населения составляла около 145,9 человек на один квадратный километр. Расовый состав Паркерс-Айрон-Спрингс по данным переписи распределился следующим образом: 85,05 % белых, 11,37 % — чёрных или афроамериканцев, 0,4 % — коренных американцев, 0,51 % — азиатов, 1,91 % — представителей смешанных рас, 0,74 % — других народностей. Испаноговорящие составили 1,66 % от всех жителей статистически обособленной местности.
Из 1434 домашних хозяйств в 26,5 % — воспитывали детей в возрасте до 18 лет, 59,8 % представляли собой совместно проживающие супружеские пары, в 10,7 % семей женщины проживали без мужей, 26,1 % не имели семей. 22,2 % от общего числа семей на момент переписи жили самостоятельно, при этом 6,6 % составили одинокие пожилые люди в возрасте 65 лет и старше. Средний размер домашнего хозяйства составил 2,44 человек, а средний размер семьи — 2,82 человек.
Население статистически обособленной местности по возрастному диапазону по данным переписи 2000 года распределилось следующим образом: 20,9 % — жители младше 18 лет, 8,4 % — между 18 и 24 годами, 29,4 % — от 25 до 44 лет, 29,7 % — от 45 до 64 лет и 11,5 % — в возрасте 65 лет и старше. Средний возраст жителей составил 40 лет. На каждые 100 женщин в Паркерс-Айрон-Спрингс приходилось 96,7 мужчин, при этом на каждые сто женщин 18 лет и старше приходилось 96,7 мужчин также старше 18 лет.
Средний доход на одно домашнее хозяйство в статистически обособленной местности составил 39 766 долларов США, а средний доход на одну семью — 47 813 долларов. При этом мужчины имели средний доход в 31 782 доллара США в год против 25 205 долларов среднегодового дохода у женщин. Доход на душу населения в статистически обособленной местности составил 19 508 долларов в год. 3,4 % от всего числа семей в округе и 4,6 % от всей численности населения находилось на момент переписи населения за чертой бедности, при этом 4,8 % из них были моложе 18 лет и 1,1 % — в возрасте 65 лет и старше.